# Harmonija (mitologija)
Harmonija je boginja iz grčke mitologije. Kći je boga rata Aresa i božica ljubavi, ljepote, požude i spolnosti Afrodite. Braća su joj Eros, bog je ljubavi, strasti i seksualne požude i sama ljubav, Anteros, bog vraćene ljubavi, Dim, personifikaciju užasa i Foba, personifikacije straha i užasa.
Harmonijina je suprotnost boginja razdora Erida.
Harmonijina udaja u svezi je s osnivanjem Tebe. Njen budući suprug Kadmej, sin feničanskog kralja Agenona, ubio je vodenog zmaja, čiji je praotac bio Harmonijin otac Ares. Od zubiju tog zmaja nastala je rasa boraca koji su time bili Aresovi potomci. Da bi se umilio Aresu, Kadmej je oženio njegovu kćer Harmoniju. Zahvaljujući njoj sve je dovedeno u sklad i osnovana je Teba.
Kadmej i Harmonija dobili su kći Semelu.
Postoji vjerovanje da su Muze Harmonijine kćeri, što je se ne slaže s mitom u kojem Muze plešu na njenom vjenčanju s Kadmejom.
Uz Harmoniju i Kadmeja vežu se legende u svezi s ilirskim zemljama. Prema legendi bili su prisiljeni napustiti Tebu. Zaputili su se na volovskoj zaprezi u kojoj su došli u zemlju Ilira kojom su zagospodarili. Po toj priči, po volovskoj zaprezi (Butoe - volovi) ime je dobila Budva.
Po jednoj drugoj legendi, Kadmej naselio se među Enhelejce i oženio se Harmonijom, s kojom je dobio sina Illyriosa kojega je odmah po rođenju obavila zmija i prenijela mu svoju magičnu snagu, pa će on postati ilirski rodonačelnik i po njemu se prozvao narod Ilira.
Prema legendi Kadmejev i Harmonijin grob je blizu današnjeg Drača, antičkog Epidamna.